# ADVANTAGE (アルバム)
『ADVANTAGE』（アドヴァンテージ）は、シンガーソングライターさだまさしの1985年6月12日発表のソロ10枚目のオリジナル・アルバムである。

## 概要
- 前作『Glass Age ―硝子の世代―』のリリースから約半年後の発表であり、『印象派』から『うつろひ』以来のハイスピード・リリースであった。
- 通常本人の楽曲解説が添えられているが、本作には解説はなく、その代わりに（非常に短い）短編小説やエッセイが添えられている。「本アルバムのライナーノートは、今までのものと趣を異にしている。いわば篇小説を書き下ろした。歌の主題とは全く関わりなく、題名（タイトル）に触発される異次元の自分を試したくなった」（同盤より）。後に次作『自分症候群』収録の同様の小説・エッセイとともに新潮文庫『自分症候群』として出版されている。
- CD時代の到来から、CD、LP両方のフォーマットで出された初めてのオリジナル・アルバムである。ただしオリジナル・アルバム以外を含めれば本作に先行してリリースされたライヴ・アルバム『親展 さだまさし10th ANNIVERSARY 八夜連続コンサート"時の流れに"ライヴ』が初CDである。
- LPのジャケットは従来のさだのアルバムとは趣を変え、ジャケットに通常掛けられるタスキはなく、輸入レコード同様シュリンクが掛けられていた。シュリンクには赤いステッカーが貼られ、白抜き字で「これは、さだ まさしのレコードです。 アドヴァンテージ」と書かれていた。
- まる「ま」くじという宝くじ様のくじが添えられ、景品が当たる仕組みになっていた。

## 収録曲

### LP / CT
| 全作詞・作曲: さだまさし、全編曲: 渡辺俊幸（特記以外）。 |                                   |            |            |      |
| #                                                        | タイトル                          | 作詞       | 作曲・編曲 | 時間 |
| 1.                                                       | 「Close Your Eyes - 瞳をとじて」  | さだまさし | さだまさし | 3:48 |
| 2.                                                       | 「記念樹 (メモリアル・トゥリー)」 | さだまさし | さだまさし | 4:10 |
| 3.                                                       | 「坂のある町」                    | さだまさし | さだまさし | 4:32 |
| 4.                                                       | 「まんまる」(編曲: 吉川忠英)      | さだまさし | さだまさし | 4:44 |
| 5.                                                       | 「軽井沢ホテル」                  | さだまさし | さだまさし | 5:17 |
| 合計時間:                                                | 合計時間:                         | 22:31      |            |      |

| 全作詞・作曲: さだまさし、全編曲: 渡辺俊幸。 |                                            |            |            |      |
| #                                            | タイトル                                   | 作詞       | 作曲・編曲 | 時間 |
| 1.                                           | 「O.K!」                                   | さだまさし | さだまさし | 3:34 |
| 2.                                           | 「渚にて -センチメンタル・フェスティバル」 | さだまさし | さだまさし | 4:20 |
| 3.                                           | 「夢」                                     | さだまさし | さだまさし | 4:43 |
| 4.                                           | 「桐の花」                                 | さだまさし | さだまさし | 4:21 |
| 5.                                           | 「おむすびクリスマス」                     | さだまさし | さだまさし | 5:47 |
| 合計時間:                                    | 合計時間:                                  | 22:45      |            |      |

### 楽曲解説

#### アナログA面
1. Close Your Eyes - 瞳をとじて
悲しみにくれる恋人を慰める歌。後にチキンガーリックステーキがカヴァー。
2. 記念樹 (メモリアル・トゥリー)
セルフ・カヴァー。オリジナルは1983年に白鳥座によってリリースされた。
3. 坂のある町
「坂のある町」とは、さだの故郷・長崎のこと。
4. まんまる
この作品のみ編曲者は吉川忠英。
5. 軽井沢ホテル
1985年3月にシングル・リリース済みの楽曲。この曲には軽井沢音楽祭で初めて行った軽井沢の思い出が記されている。この文中でさだに「（富裕層の避暑地であることから）軽井沢では預金チェックとかされるんじゃないのか」と言っている「建具屋の加藤さん」は、後の作品「建具屋カトーの決心」の主人公である。またさだは文章の最後に「堤社長が軽井沢にコンサートホールを作ってくれないかなぁ、と思う」と記している[1]が、後年、堤ではなくソニーの大賀典雄元社長の寄付によって軽井沢大賀ホールが建設されることになる。

#### アナログB面
1. O.K!
シンセサイザーやエレキギターを多用した曲で、「長崎小夜曲」や「Final Count Down」などとともに、コンサートでも盛り上げる際に使用されることの多い楽曲である。
この曲の歌詩はピーター・パンをモチーフに使用している。歌詩カードには他の作品と違って解説代わりの文章はなく、「成長しない少年（ピーター・パン）」の住んでる「ネバー・ランド」の想像図と「成長しない歌手（さだまさし）」の所有する詩島の地図が、それぞれさだの手描きで描かれている。
2. 渚にて -センチメンタル・フェスティバル
さだの言う「渚でラヴ・ソング」[2]。なお、フェスティバルの「バ」はママである。
この曲では、曲の内容と全く趣の違う短編小説『渚にて』が前述したように歌詩カードに解説の代わりに書かれているが、この小説から2年後の『夢回帰線』収録の楽曲「6ヶ月の遅刻」が生まれている。
3. 夢
1985年3月にシングル・リリース済みの「軽井沢ホテル」のB面曲。さだ曰く「曲作りをしていて途中で寝てしまい、起きたらなぜか出来ていた。それが『夢』だった」というエピソードを持つ。2001年に岩崎宏美がカヴァーしている。
4. 桐の花
イエスともノーとも告げない恋人への怨めしさとその中に潜む愛おしさを綴ったもの。
5. おむすびクリスマス
貧しいながらもささやかな幸せに満ちたクリスマスの思い出を歌ったクリスマス・ソングである。
6月発売のアルバムには不釣り合いなクリスマス・ソング。ちなみにソロデビュー曲「線香花火」は曲名通り夏向きの歌であるが、11月25日にリリースしている。